# Argyrophis klemmeri
Argyrophis klemmeri är en ormart som beskrevs av Taylor 1962. Argyrophis klemmeri ingår i släktet Argyrophis och familjen maskormar. Inga underarter finns listade i Catalogue of Life.
Denna orm hittades i en förort av Kuala Lumpur. Den lever i skogar. Argyrophis klemmeri gräver i lövskiktet och i det översta jordlagret. Honor lägger ägg.
Det är inget känt om populationens storlek och möjliga hot. IUCN kategoriserar arten globalt som otillräckligt studerad.